# Camino Real (Kolumbien)
Der Camino Real war ein Reit- und Fahrweg der spanischen Krone in Kolumbien, der von Girardot (⊙) nach Bogotá (⊙) führte.
Er überwindet auf einer Strecke von ca. 120 km eine Höhendifferenz von 2400 m. Für eine Reise von Girardot bis Bogotá auf dem Camino Real konnte früher eine Woche gebraucht werden. Bereits kurz nach der Gründung von Bogotá auf der in Zentralkolumbien gelegenen Sabana de Bogotá zeigte sich die Notwendigkeit, einen jederzeit gangbaren Weg an die kolumbianische Nordküste einzurichten, um über die dortigen Häfen die Verbindung mit dem Mutterland Spanien zu sichern. Die Idee, von den Hafenstädten Cartagena und Barranquilla so weit wie möglich dem Lauf des Río Magdalena stromaufwärts zu folgen, nämlich bis nach Girardot, lag dabei nahe.
Der in vielen Teilen noch einigermaßen original erhaltene Saumweg führt, teilweise sehr schmal und steil, am südlichen Ufer des Río Bogotá entlang über Viotá, Mesitas del Colegio und Santandercito hinauf auf die Hochebene von Bogotá. Kurz vor deren Erreichen passiert man den berühmten Salto del Tequendama, einen spektakulären Wasserfall. Weitere Sehenswürdigkeiten: Zoologischer Garten in Santandercito, direkt am Weg, Parque Natural Chicaque, südwestlich von Soacha.
- Karte mit allen Koordinaten:
- OSM |
- WikiMap